# Roldana schaffneri
Roldana schaffneri là một loài thực vật có hoa trong họ Cúc. Loài này được (Sch.Bip. ex Klatt) H.Rob. & Brettell miêu tả khoa học đầu tiên năm 1974.